# Anne Bishop
Anne Bishop (1955) é uma escritora norte-americana de ficção fantástica. O trabalho mais conhecido dela é a Trilogia das Jóias Negras. Ela ganhou o prêmio Crawford Award em 2000 pelo primeiro livro dessa trilogia. Seu livro Twilight’s Dawn (2011) foi best-seller do The New York Times.

## Biografia
Anne Bishop mora no norte do estado de Nova York, onde gosta de passar o tempo ouvindo música, fazendo jardinagem e escrevendo. É uma escritora deveras conceituada de fantasia negra.
Anne Bishop começou a escrever com tenra idade pequenas histórias. No entanto, ao se aperceber de que ainda não era capaz de escrever uma história da qualidade que desejava, deixou o hábito.
Quando já tinha mais anos, experiência e melhor conhecimento da vida, retomou o que havia deixado e com o passar dos anos, o tamanho das histórias foi crescendo até que chegou a altura em que os pequenos contos em romances se haviam tornado.
Actualmente, é autora de dezesseis romances (dos quais apenas nove foram já traduzidos para a língua portuguesa) e uma personalidade incontornável no mundo da literatura fantástica, sendo as suas obras conhecidas pelo seu lado negro e personagens tremendamente reais.

## Livros

### Universo das Jóias Negras

#### Série das Jóias Negras
1. Daughter of the Blood (1998) 
  - Filha de Sangue (em Portugal, Saída de Emergência, 2009)
  - A Filha do Sangue (no Brasil, Arqueiro, 2014)
2. Heir to the Shadows (1999) 
  - Herdeira das Sombras (em Portugal, Saída de Emergência, 2010)
  - A Herdeira das Sombras (no Brasil, Arqueiro, 2014)
3. Queen of the Darkness (2000) 
  - A Rainha das Trevas (em Portugal, Saída de Emergência, 2010)
  - A Rainha das Trevas (no Brasil, Arqueiro, 2017)
4. The Invisible Ring (2000)
5. Dreams Made Flesh (2005)
6. Tangled Webs (2008) 
  - Jóia Perdida (em Portugal, Saída de Emergência, 2008)
7. The Shadow Queen (2009)
8. Shalador's Lady (2010)
9. Twilight's Dawn (2011)
10. The Queen's Bargain (2020)
  - O Acordo da Rainha (em Portugal, Saída de Emergência, 2021)
11. The Queen's Weapons (2021)
  - As Armas da Rainha (em Portugal, Saída de Emergência, 2022)
12. The Queen's Price (2023)

### Efémera
1. Sebastian (2006)
  - Sebastian + Belladona (em Portugal, Saída de Emergência, 2013)
2. Belladonna (2007)
  - Sebastian + Belladona (em Portugal, Saída de Emergência, 2013)
3. The Voice (2012)
  - A Voz (em Portugal, 11X17, 2013)
4. Bridge of Dreams (2012)

### Trilogia dos Pilares do Mundo
- The Pillars of the World (2001)
- Shadows and Light (2002)
- The House of Gaian (2003)

### Os Outros
- Written in Red (2013) 
  - Letras Escarlates (em Portugal, Saída de Emergência, 2015)
- Murder of Crows (2014) 
  - Bando de Corvos (em Portugal, Saída de Emergência, 2016)
- Vision in Silver (2015) 
  - Visão de Prata (em Portugal, Saída de Emergência, 2016)
- Marked in Flesh (2016) 
  - Marcado na Pele (em Portugal, Saída de Emergência, 2017)
- Etched In Bone (2017)
  - Cartas de Profecia (em Portugal, Saída de Emergência, 2017)
- Lake Silence (2018)
  - Lago do Silêncio (em Portugal, Saída de Emergência, 2018)
- Wild Country (2019)
  - Território Selvagem (em Portugal, Saída de Emergência, 2019)
- Crowbones (2022)
  - Pesadelo de Corvos (em Portugal, Saída de Emergência, 2023)

E ainda algumas pequenas histórias como Tunnel, The Wild Heart, etc. (igualmente não traduzidas para português).